# Umurbey
Umurbey ist ein früheres Dorf in der türkischen Provinz Bursa.  Der Ort ist heute ein Mahalle (Stadtteil) der Kreisstadt Gemlik. Er liegt etwa 1,5 Kilometer südöstlich von Gemlik und südlich der Fernstraße D-675, am östlichen Ende der Bucht Incir Limani des Marmarameers.
Das Dorf ist Heimatort des früheren türkischen Ministerpräsidenten und dritten Staatspräsidenten Celal Bayar, dem dort auch ein kleines Museum gewidmet ist sowie ein Denkmal, das ihn gemeinsam mit Mustafa Kemal zeigt.